# Moschea di Omar (Muristan)
La moschea di Omar (in arabo مسجد عمر بن الخطاب‎?, in ebraico  מסגד עומר‎?) è situata di fronte al cortile meridionale della Basilica del Santo Sepolcro nel quartiere cristiano della città Vecchia di Gerusalemme.

## Il primo edificio
Dopo l'Assedio di Gerusalemme del 637 da parte dell'esercito dei Rashidun sotto il comando di Abu Ubayda ibn al-Jarrah, il Patriarca Sofronio di Gerusalemme si rifiutò di arrendersi se non al califfo Omar in persona. Quest'ultimo raggiunse Gerusalemme e accettò la resa. Visitò la Chiesa della Resurrezione (oggi Basilica del Santo Sepolcro) dove Sofronio lo invitò a pregare. Omar declinò la proposta sostenendo che se l'avesse fatto, quello avrebbe potuto essere rivendicato come luogo di culto islamico e pregò fuori, sui gradini a est della chiesa. La prima moschea di Omar fu successivamente costruita in quel sito - come evidenziato da un'iscrizione su una lastra di pietra rinvenuta nel 1897 - nell'area dell'atrio est o esteriore della chiesa della Resurrezione.

## L'attuale moschea
L'attuale moschea fu costruita dal sultano ayyubide Al-Afdal 'Ali nel 1193. Essa si trova in un sito diverso da quello in cui si ritiene che Omar abbia pregato e dove si trovava la moschea precedente. Questa nuova posizione è probabilmente dovuta al fatto che l'entrata alla chiesa del Santo Sepolcro si era in seguito spostata da est a sud della chiesa, a seguito di ripetuti eventi distruttivi che hanno colpito il Santo Sepolcro durante l'XI e il XII secolo.
La moschea ha un minareto alto 15 m che fu eretto durante la dominazione mamelucca, forse dopo il terremoto del 1458, e rinnovato dal sultano ottomano Abdülmecid I.

## Le due moschee
La Moschea Al-Khanqah al-Salahiyya, situata sul lato settentrionale della Basilica del Santo Sepolcro, ha un minareto quasi identico eretto nel 1418. I due minareti furono progettati come una coppia, ed è interessante notare che la linea ideale che collega i due minareti interseca la porta del Santo Sepolcro. Murphy-O'Connor ritiene che i sovrani mamelucchi ebbero intenzione di "annullare" il significato religioso del Santo Sepolcro, poiché secondo l'Islam fu Allah a trasportare fisicamente Gesù in paradiso e disconosce completamente l'idea cristiana della crocifissione e resurrezione. Secondo altre fonti, questi due minareti servivano come punto strategico per controllare i pellegrini cristiani in visita alla basilica.